# 1980 w literaturze
Wydarzenia literackie w 1980 roku.

## Nowe książki
- polskie
  - Wiesław Andrzejewski – Piracki tryptyk
  - Halina Auderska – Miecz Syreny
  - Jan Drzeżdżon – Kraina Patalonków
  - Gustaw Herling-Grudziński – Dziennik pisany nocą 1973-1979
  - Waldemar Łysiak – Szachista
  - Lucjan Wolanowski – Buntownicy mórz południowych
  - Janusz Zajdel – Cylinder van Troffa
  - Wojciech Żukrowski – Zapach psiej sierści
- zagraniczne
  - Douglas Adams – Restauracja na końcu wszechświata (Restaurant at the End of the Universe)[1]
  - John Maxwell Coetzee – Czekając na barbarzyńców (Waiting for the Barbarians)
  - Umberto Eco – Imię róży (Il nome della rosa)
  - Shūsaku Endō – Samuraj (Samurai)
  - Judith Krantz – Księżniczka Daisy (Princess Daisy)
  - Robert Ludlum – Tożsamość Bourne’a (The Bourne Identity)
  - Haruki Murakami – Pinball, 1973 (1973年のピンボール)
- wydania polskie tytułów zagranicznych
  - Bohumil Hrabal – Postrzyżyny (Postřižiny), przeł. Andrzej Czcibor-Piotrowski

## Eseje, szkice i felietony

### Tłumaczenia
- Enzo Paci – Związki i znaczenia, przeł. Stanisław Kasprzysiak (Spółdzielnia Wydawnicza „Czytelnik”)[2]

## Nowe dramaty
- polskie
  - Helmut Kajzar – Włosy błazna
  - Sławomir Mrożek – Pieszo

## Nowe poezje
- polskie
  - Stanisław Barańczak – Tryptyk z betonu, zmęczenia i śniegu (drugi obieg)
  - Bronisław Maj – Wiersze (Wydawnictwo NOWA)
  - Jan Polkowski – To nie jest poezja
- zagraniczne
  - James Schuyler – Poranek poematu (The Morning of the Poem)

## Nowe prace naukowe
- polskie
  - Eulalia Papla – Akmeizin. Geneza i program
  - Jan Tokarski (pod red.) – Słownik wyrazów obcych PWN (PWN, Warszawa)
- zagraniczne
  - Bellarmino Bagatti – Saint Jean-Baptiste dans les souvenirs de sa Patrie (razem z Donato Baldim)
  - Milton Friedman – Wolny wybór (Free to Choose)

## Urodzili się
- 1 maja – Jacek Dehnel, polski pisarz i tłumacz
- 11 czerwca – Jennifer L. Armentrout, amerykańska pisarka
- 3 września – Jenny Han, amerykańska autorka książek dla dzieci i młodzieży
- 6 września – Joshua Cohen(inne języki), amerykański pisarz
- 20 września – Judith Schalansky, niemiecka pisarka, projektantka książek i redaktorka
- 26 grudnia – Maciej Sabat, polski badacz popkultury, tłumacz (zm. 2016)
- 31 grudnia – Agnieszka Hałas, polska autorka fantasy
- Linnea Axelsson, szwedzka pisarka
- Jānis Joņevs, łotewski pisarz
- Katarzyna Kobylarczyk, polska pisarka i reporterka
- Mikołaj Łoziński, polski pisarz
- Aprilynne Pike, amerykańska pisarka fantasy
- Kerstin Preiwuß, niemiecka autorka, dziennikarka kulturowa, poetka
- Haśka Szyjan, ukraińska pisarka i tłumaczka

## Zmarli
- 4 stycznia – Stanisław Piastowicz, polski poeta (ur. 1928)
- 11 stycznia – Barbara Pym, angielska powieściopisarka (ur. 1913)
- 21 lutego – Alfred Andersch, niemiecki pisarz (ur. 1914)
- 2 marca – Jarosław Iwaszkiewicz, polski pisarz (ur. 1894)
- 9 marca – Jerzy Rawicz, polski pisarz (ur. 1914)
- 25 marca – James Wright, amerykański poeta (ur. 1927)
- 26 marca – Stanisław Stampf’l, polski literat (ur. 1919)
- 31 marca – Vladimír Holan, czeski poeta i tłumacz (ur. 1905)
- 11 kwietnia – Bronisław Przyłuski, polski poeta, dramaturg i tłumacz (ur. 1905)
- 14 kwietnia – Gianni Rodari, włoski pisarz (ur. 1920)
- 15 kwietnia – Jean-Paul Sartre, francuski powieściopisarz, dramaturg i eseista (ur. 1905)
- 24 kwietnia – Alejo Carpentier, kubański pisarz i dziennikarz (ur. 1904)
- 17 maja – Helena Romanowska, radziecka pisarka narodowości polskiej (ur. 1908)
- 21 maja – Beata Obertyńska, polska poetka i pisarka (ur. 1898)
- 7 czerwca – Henry Miller, amerykański pisarz (ur. 1891)
- 30 czerwca – Halina Snopkiewicz, polska powieściopisarka (ur. 1934)
- 1 lipca – C.P. Snow, brytyjski pisarz (ur. 1905)
- 9 lipca – Vinicius de Moraes, brazylijski poeta, prozaik (ur. 1913)
- 18 lipca – Hanna Januszewska, polska pisarka, poetka i tłumaczka (ur. 1905)
- 25 lipca – Władimir Wysocki, rosyjski poeta (ur. 1938)
- 27 sierpnia – Michał Słowik-Dzwon, polski poeta, prozaik, dramaturg (ur. 1907)
- 4 października – Ryszard Kraśko, polski pisarz (ur. 1931)
- 5 listopada – Adrienne Thomas, niemiecka pisarka (ur. 1897)
- 6 listopada – Stanisław Stankiewicz, białoruski publicysta, pisarz, literaturoznawca (ur. 1907)
- 21 listopada – A.J.M. Smith, kanadyjski poeta (ur. 1902)
- 2 grudnia – Romain Gary, francuski pisarz (ur. 1914)
- 21 grudnia – Nelson Rodrigues, brazylijski dramaturg i powieściopisarz (ur. 1912)

## Nagrody
- Nagroda Kościelskich – Józef Baran, Jerzy Pluta, Janusz Węgiełek
- Nagroda Nobla – Czesław Miłosz
- Nagroda Goncourtów – Yves Navarre, Le Jardin d'acclimatation
- Nagroda Cervantesa – Juan Carlos Onetti